# Jordgylet (Kyrkhults socken, Blekinge)
Jordgylet är en sjö i Olofströms kommun i Blekinge och ingår i Skräbeåns huvudavrinningsområde.